# ملفين سبنسر نيومان
ملفين سبنسر نيومان (بالإنجليزية: Melvin Spencer Newman)‏ هو كيميائي أمريكي، ولد في 10 مارس 1908 في نيويورك في الولايات المتحدة، وتوفي في 30 مايو 1993 في كولومبوس في الولايات المتحدة.